# Долнени
Долнени (мкд. Долнени) су насеље у Северној Македонији, у средишњем делу државе. Долнени су седиште и највеће насеље истоимене општине Долнени.

## Географија
Насеље Долнени је смештено у средишњем делу Северне Македоније. Од најближег већег града, Прилепа, насеље је удаљено 25 km северозападно.
Долнени се налазе у северном делу Пелагоније, највеће висоравни Северне Македоније. Сеоски атар је равничарски, без већих водотока, док се даље ка истоку издиже планина Трескавац. Надморска висина насеља је приближно 620 метара.
Клима у насељу је континентална.

## Становништво
По попису становништва из 2002. године, Долнени су имали 375 становника.
Претежно становништво у етнички Македонци (99%).
Већинска вероисповест у насељу је православље.